# Schuylkillfloden

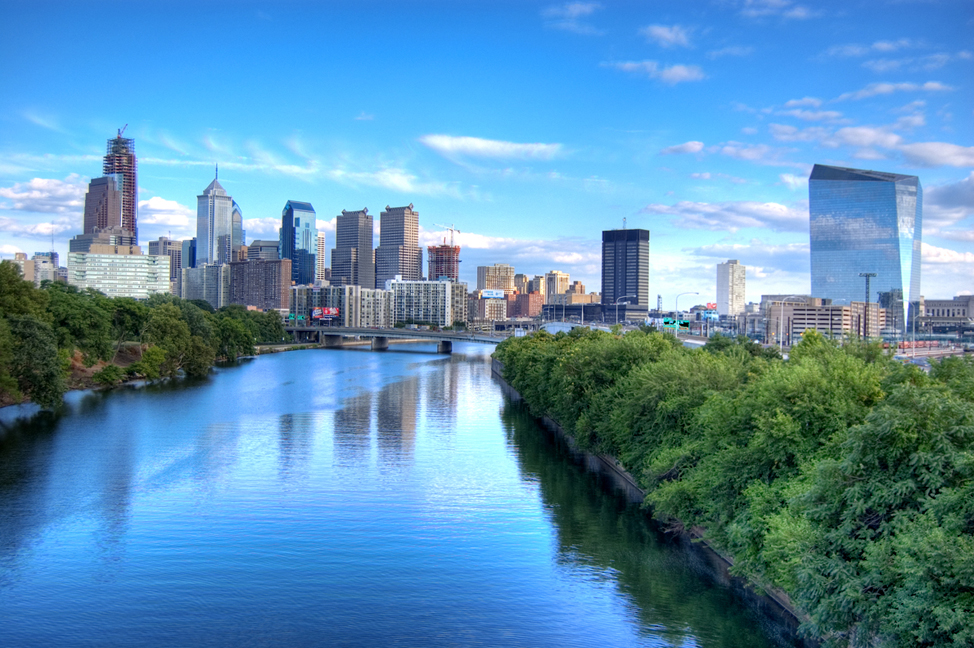
Schuylkill vid Philadelphia.

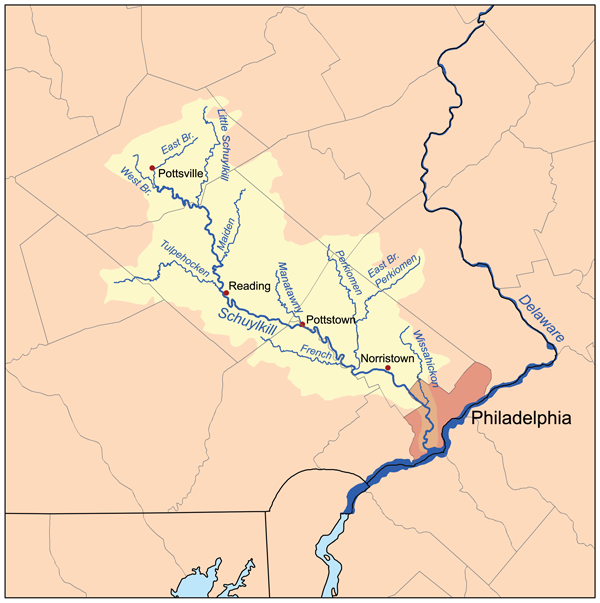
Schuylkill med avrinningsområde (gult).

Schuylkillfloden (engelska: Schuylkill River) är en omkring 210 km lång flod. Dess avrinningsområde täcker en stor del av sydöstra Pennsylvania i USA. Tillflödena ligger norr och väster om Philadelphia. De östra och västra tillflödena går samman i Schuylkill Haven i Pennsylvania. Det östra tillflödet som är det största utgörs av en serie källor i bergen vid Tuscarora, Pennsylvania nära staden Tamaqua i Pennsylvania. Floden är den största bifloden till Delawarefloden, som den rinner samman med i Philadelphia, innan den når Delaware Bay.